# Zdenka Jančová
Zdenka Jančová (26. května 1874 Prostějov – 1926) byla moravská spisovatelka a překladatelka.

## Životopis
Narodila se v rodině majitele knihtiskárny Josefa Vrly (1844–1896) a Josefy roz. Buchtové (1851–1903). Její sourozenci byli: Růžena Reichstädterová (1872–1928), Olga Kovářová (1876–1938), Milada Sekaninová (1880–1932) manželka spisovatele Františka Sekaniny, Oldřich (1882–1936), Vladimír (1884–1889), Marie Stavová (1886–1936) a Jaromír (1890–1945). Roku 1892 se vdala za spisovatele Jana Janču, se kterým měla dceru Olgu Vojáčkovou (1897), rozvedli se r. 1920, druhým manželem byl František Soldán (1873–1938).
Napsala Válečnou kuchařku a byla autorkou próz a překladů z němčiny pro dívky.

## Dílo
- Válečná kuchařka "České Domácnosti": příručka pro střední, prosté domácnosti se zřetelem na dnešní poměry: užití nezvyklých moučných výrobků: pečení chleba a žemlí po domácku: jídelní lístky – Praha: Eduard Beaufort, 1915
- Božka nezdara: veselé příhody nezbedného žabce. I. Tatíček se žení – Praha: Emil Šolc, 1917
- Božka nezdara: veselé příhody nezbedného žabce. II. Teta Karolin – mučednice – Praha: E. Šolc, 1917
- Božka nezdara: veselé příhody nezbedného žabce. III. První ctitel – Praha: E. Šolc, 1917
- Božka nezdara: veselé příhody nezbedného žabce. IV. V kleci – Praha: E. Šolc, 1917

### Překlady
- Atlas – Maria Janitschkova; úvod František Sekanina. Praha: J. R. Vilímek, 1915
- Chovanky slečny Malířové: povídka pro dívky – Berta Clémentová. Praha: E. Šolc, 1917
- Věnec růží: další příběhy komtesky Olgy: povídka pro dospívající dívky – B. Clémentová. Praha: E. Šolc, 1918